# セッピョル-4 (航空機)
セッピョル-4
샛별-4
- 用途：無人航空機（UAV）
- 分類：偵察機（高高度長時間滞空型無人機）
- 設計者： 北朝鮮
- 製造者： 北朝鮮
- 運用者： 朝鮮人民軍
- 初飛行：2023年7月27日
- 生産数：数機
- 生産開始：2023年
- 運用開始：2023年
- 運用状況：現役
- 原型機：RQ-4

セッピョル-4（朝鮮語: 샛별-4、英語: Saetbyol-4）は朝鮮人民軍が運用する無人航空機（UAV）。外見がアメリカ合衆国のRQ-4 グローバルホークに酷似している。

## 概要
2021年に発表された北朝鮮の「国防5カ年計画」において、「無人攻撃兵器と偵察観測手段（行動半径500km）」が計画されており、これが大型の無人機の開発を意味すると推測されていた。
2022年10月3日、軍事アナリストの小泉悠が率いる日本のOSINTプロジェクト「DEEP DIVE」において、小泉およびTarao Gooが衛星画像を基に方峴飛行場において本機あるいはセッピョル-9の存在を発見・報告していた。
2023年7月27日に実施された「武装装備展示会」および朝鮮戦争での「戦勝」を記念する70周年記念パレードで初めて公式に姿を現した。パレードにおいては、実際に平壌の金日成広場上空を飛行した。
セッピョルは朝鮮語で「新しい星」や転じて「明けの明星」という意味である。

## 特徴・性能

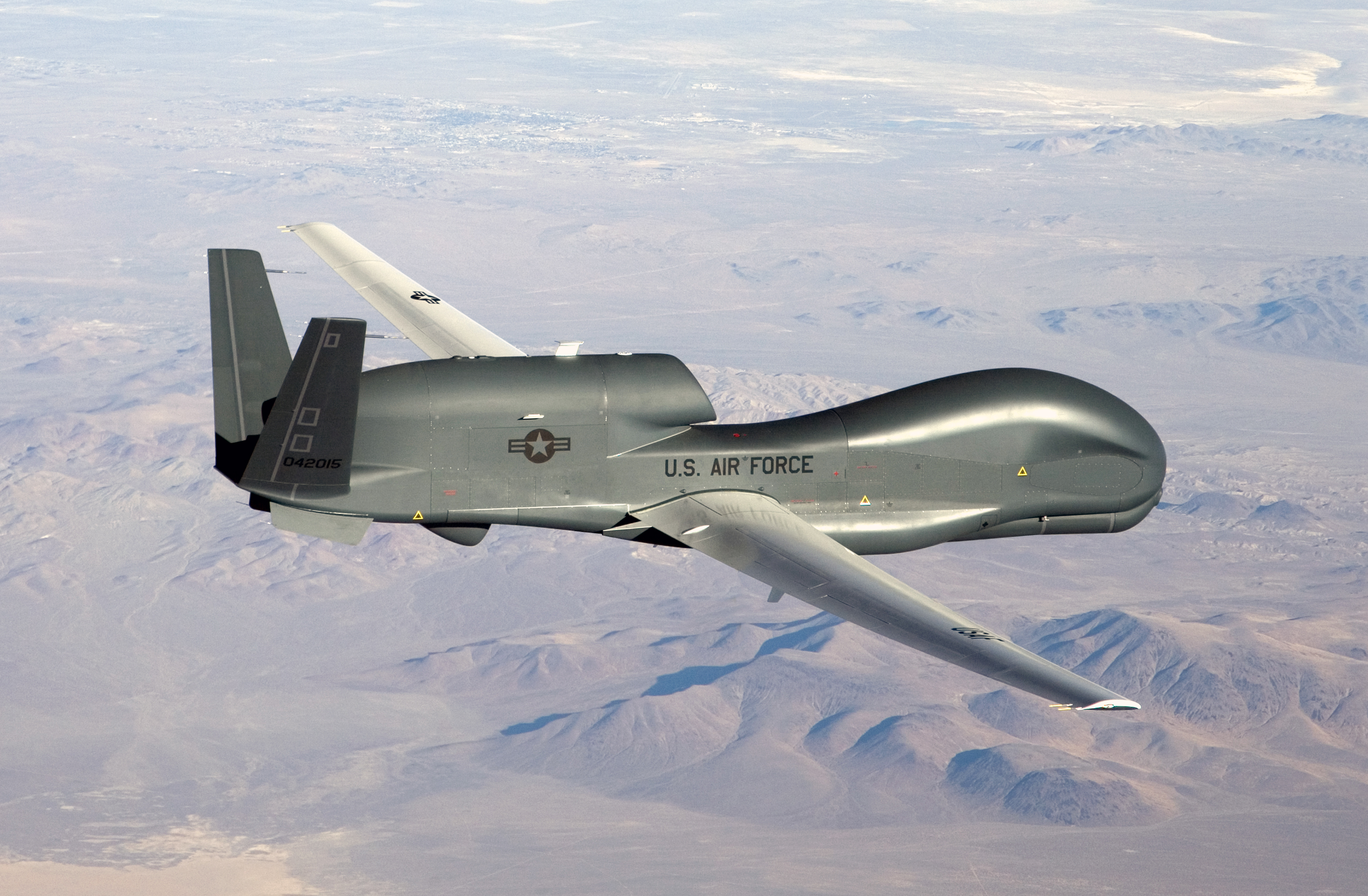
模倣の対象となったアメリカ軍のRQ-4（参考画像）

外観及び型番から、RQ-4 グローバルホークを模倣したものであると考えられており、少なくとも外観に関してはRQ-4をそのままコピーしたものとされている。それゆえ、サイバー攻撃によって得た設計図を基にしたのではないかとの見方もある。
一方で、エンジンやカメラ、センサーなどの性能面についてはRQ-4と同等水準にあるとは考えられていない。

### 降着装置
J-7の降着装置を流用していると指摘されている。なお、主脚部分はJ-7と左右反転した形で装着されている。

### エンジン
海外からの密輸品であるか、北朝鮮製であると考えられているが、2023年7月時点で入手経路などは明らかになっていない。
RQ-4はターボファンエンジン（ロールス・ロイス AE 3007）を採用しているが、2023年時点で北朝鮮はターボファンエンジンを開発できておらず、北朝鮮と取引が盛んなイランですら開発できていないと報じられている。

### センサー・カメラ
中央日報によれば、胴体前方下部に合成開口レーダー（SAR）と見られる映像収集装置が搭載されている。しかし、2023年5月に打ち上げに失敗して韓国に回収された偵察衛星の万里鏡1号などから、北朝鮮の光学機器の水準は劣ったものであるとされており、解像度はRQ-4の水準には及ばないと考えられている。

### 通信
2023年現在で北朝鮮は無人機の遠隔操作を行うために必要となる通信衛星を保有していないため、運用は見通し線の範囲内に限られる。軍事ライターのJSFは、「国防5カ年計画」で「行動半径500km」という記述があったことに関して、「グローバルホーク（RQ-4）と同等の運用高度1万8千mまで上がれるならば、地上との見通し線内で500kmまで通信可能」という意味だったのではないかと述べている。